# アルプスおとめ
アルプスおとめは、青森県弘前市を拠点に活動しているダンス&ボーカルを主軸にした日本の女性ローカルアイドルグループである。また、りんご娘およびライスボールの妹分グループでもある。「ご当地アイドル殿堂入り」。
2006年11月に同じ所属事務所で活動するアイドルユニットりんご娘の妹分ユニットとして結成され、メンバーは、同市のボランティア集団「弘前アクターズスクールプロジェクト（通称：H.A.S.P）」のオーディションを通過し、練習生として活動してきた小学生から高校生を中心に構成されている。事務所はリンゴミュージック。
本項において、2023年4月よりセカンドユニットである「リーフ」についても記述する。

## 概要

### 活動
2006年11月、りんご娘.の妹ユニットとして結成。りんご娘のバックダンサーを務めるほか、単独でのイベント出演を行なっている。メンバーの名前は地元青森県のりんご農家への応援の願いを込めて、りんご農家に多い苗字がつけられており、名前が無いのはこれから成長し、「りんご」として出荷される時の準備のためとしている。
2007年12月に開催された「RINGO MUSUME. POWER LIVE 2007」より、りんご娘と共にライブ出演、演劇などを行なっている。
2014年5月には「リンゴミュージック」と「ringo-a.me」がコラボレーションして立ち上げた「劇団RINGOAME（りんごあめ）」の旗上げ公演「りんご飴（あめ）売りの少女」に出演、同年8月に公演を行った続編「りんご飴売りの少女〜pomme d’amour〜」および翌2015年に公演を行った「サクラと飴の大騒動」ではメンバーが主演をダブルキャストで務めている。
2014年9月には練習生ユニットであったリーフのメンバーを含めた18名の立候補者の中から、新体制のアルプスおとめメンバーを決める、初のシャッフル企画『アルプスおとめ選果投票』を実施。ダンス、ボーカル、トーク、ルックス、ユーモア、キャラクターの各部門を設け、スクール生やスタッフの意見と同月20・21日に開催された「ひろさきりんご収穫祭」会場での一般投票により各部門の1位に選ばれた6名が選出された。
2015年3月には2度目となる『アルプスおとめ選果投票』を候補者およびスクール生による内部投票の形で実施。17名の立候補者の中からアルプスおとめの新たなメンバー6名が選出された。以後、2015年10月、2016年4月、2017年4月にも『選果投票』を行なってメンバーを選出している。
2016年11月、結成10年を迎えて日本ご当地アイドル活性協会より『ご当地アイドル殿堂入り』に認定された。
2018年12月、『2018年下半期（第11回）アイドルセレクト10』に初選出。
2019年2月、前年10月よりカラオケ本舗まねきねこ・機種「すきっと」キャンペーン企画『すきドルPROJECT5.5』にエントリー。最終ライブ(2/16仙台・2/23札幌)まで進出し、グランプリを受賞。公式ソング「パラレループ」歌唱権を獲得。同年6月、『2019年上半期（第12回）アイドルセレクト10』に2回目の選出。
2020年4月、リーダーの吉田より、公式ブログでのメンバーからの情報発信を休止し、以降の発信をSNS中心に行うことをブログにて発表。同時に、公式Instagramアカウントおよび須藤の個人Instagramアカウント創設。
2020年7月、公式TikTokアカウント創設。
2021年7月、吉田、相馬、安田の個人Instagramアカウント創設。
2022年3月末、吉田、須藤、相馬、安田が卒業し、りんご娘へ移籍。アルプスおとめは同年9月から新メンバーで再始動を目指すことが発表され、事実上の活動休止となった。
2022年9月、暫定新メンバーで活動再開。後述の選果投票を経て、2023年春以降の本格始動が予定された。
2023年4月、新メンバーで活動開始。同時に、練習生ユニットであった「リーフ」がセカンドユニットに昇格することが発表された。
2025年4月、「リーフ」の選抜ユニット、「クローバー」が誕生。

### アルプスおとめ選果投票
半年に1度（3月と9月）、アルプスおとめ、練習生として在籍するリーフ（2023年3月まで）、それぞれから立候補したメンバーをシャッフルし、新しくアルプスおとめのメンバーを選出する。選出には、日ごろの練習の成果に加え、4月〜9月期のメンバー選出には候補者およびスクール生による内部投票の、10月〜3月期のメンバー選出には一般投票の結果が大きく関わる。一般投票は、動画やステージでのアピールを行い、投票箱を自らが作成するなど立候補したメンバー全員の条件を同じにした上で、「地元青森県、弘前に足を運んでもらう」というリンゴミュージックの活動目的から、地元のイベント会場で実施。単なる指名制ではなく、6つの部門に見合った各1名に投票する方法から、メンバーの能力評価にもつながる。投票企画の名前は、大きさや糖度などでりんごを仕分けする「選果」になぞらえて「選果投票」とされている。

### リーフ
元は2013年に結成した練習生ユニットであったが、2023年4月よりアルプスおとめのセカンドユニットに昇格。リーフは植物の葉を意味し、「りんごに栄養を与える大切な存在」として、王林がりんご娘の在籍中に名付けた。

### クローバー
2025年4月に結成したリーフの選抜チーム。亀田、木村、本間に加え、リーフからオーディションでメンバーが選抜される。

## 略歴
2006年
- 11月、こんちゃん・たゆちん・ぶっちぃの3名で「アルプスおとめ」結成。

2007年
- 9月、メンバー名をりんご農家に多い苗字に改名。下山（元・こんちゃん）・工藤（元・たゆちん）・小林・斉藤（りんご娘 王林〈2代〉）の4名で「アルプスおとめ」の活動を始める。

2008年
- 04月、下山が卒業。小山内・成田が加入。
- 09月、三上が加入。
- 10月、一戸が加入。

2009年
- 09月、鈴木・佐藤が加入。
- 12月、「りんご娘．&アルプスおとめ POWER LIVE 2009」で工藤・小山内・三上のりんご娘への昇格を発表[14]。成田が卒業。

2010年
- 03月、工藤・小山内・三上が卒業。4月より、りんご娘の金星（2代目）・とき・むつとなる[14]。

2011年
- 06月、三上（2代目）が加入。
- 10月、佐々木が加入。
- 11月、りんご娘「とき」の活動休止により「三上（2代目）」が「りんご娘」サポートメンバーとして活動開始。

2012年
- 03月、三上（2代目）が学業への専念のため「アルプスおとめ」および「りんご娘」サポートメンバーを卒業[15]。
- 11月、1stシングル「ニジイロリンゴ」発売。
- 12月、「りんご娘&アルプスおとめ POWER LIVE 2012」で鈴木が卒業。

2013年
- 03月、斉藤が卒業。4月より、りんご娘の王林（2代目）となる。
- 04月、岩崎・工藤（2代目）・西澤が加入。
- 12月、「りんご娘&アルプスおとめ POWER LIVE 2013」で一戸が卒業。

2014年
- 03月、小林・佐藤が卒業。百石町かだれ横丁にて「アルプスおとめ卒業記念ミニLIVE」開催。
- 04月、今・福士・葛西が加入。
- 09月、シャッフル企画「アルプスおとめ第1期選果投票」により、佐々木・岩崎・今が「アルプスおとめ」を離れる。
- 10月、シャッフル企画「アルプスおとめ第1期選果投票」により、リーフから藤田・外崎が加入。

2015年
- 03月、工藤（2代目）が卒業。「アルプスおとめ第2期選果投票」により、藤田が「アルプスおとめ」を離れる[16]。
- 04月、「アルプスおとめ第2期選果投票」により、リーフから竹谷・清野が加入[16]。
- 09月、福士・葛西が卒業。10月より、りんご娘のジョナゴールド（2代目）・彩香となる。また、「アルプスおとめ第3期選果投票」により、竹谷が「アルプスおとめ」を離れる。
- 10月、「アルプスおとめ第3期選果投票」により、リーフから今・佐々木・藤田が復帰。
- 11月、西澤が新ユニット「ライスボール」との兼任開始。

2016年
- 03月、佐々木、岩崎（リーフ）、竹谷（リーフ）が卒業。
- 04月、「アルプスおとめ第4期選果投票」により、リーフから須藤が加入。
- 12月、「アルプスおとめ10周年記念ライブ」で今が卒業。

2017年
- 04月、「アルプスおとめ第5期選果投票」により、リーフから吉田が加入。
- 08月、2ndシングル「ニジイロリンゴ」発売。

2018年
- 04月、ライスボールから小野が加入。
- 05月、西澤がライスボールとしての活動専念のため卒業。
- 09月、小野が「さんまるJOMONの日」をラストステージとして卒業。
- 12月、「ライスボール&アルプスおとめ POWER LIVE 2018」で外崎が卒業。

2019年
- 04月、「アルプスおとめ第6期選果投票」により、リーフから相馬・対馬が加入。
- 05月、藤田が療養専念のため卒業。
- 09月、清野が「カルチュアロード」をラストステージとして卒業。「アルプスおとめ第7期選果投票」により、リーフから安田が加入。
- 09月、「すきドル5.5 公式ソング争奪戦」の総合優勝景品として、「パラレループ」をリリース[17]。なお、レーベルは株式会社コシダカホールディングスとなり、アルプスおとめ公式シングルにはカウントされない。
- 11月～2020年6月、「弘前商工会議所青年部 夢を叶えちゃいますプロジェクト」にてレッスンを担当。

2020年
- 06月、対馬が部活動専念のため卒業。

2021年
- 08月、3rdシングル「ニジイロファイター / 目指せ！ファーストレディ」をリリース[18][19]。
- 8月、アルプスおとめ結成15周年「原田種苗 Presents ALPS-OTOME 15th Anniversary Live 〜ニジヲカケル〜」をオンラインにて開催。
- 12月、4thシングル「アップルストアーはりんご屋です」をリリース[20][21]。コラボレーション企画として、リンゴミュージック敷地内にりんごの無人販売所「アップルストアー弘前店」を期間限定で開設。

2022年
- 3月、吉田、須藤、相馬、安田が卒業。4月よりりんご娘のピンクレディ、スターキングデリシャス、はつ恋ぐりん、金星（3代目）となる。アルプスおとめは事実上の活動休止となり、同年9月から新メンバーで再始動を目指すと発表された[11][22]。
- 9月、「カルチュアロード」にて暫定新メンバーで活動再開。メンバーは、石岡、桜庭、高木、外崎、西田、本間[23]。

2023年
- 4月、新体制でのアルプスおとめが活動開始。メンバーは、小林、佐藤、高木、西田、長谷川、本間。同時に、練習生ユニットであった「リーフ」がセカンドユニットに昇格。メンバーは、石岡、桜庭、外崎、宮川。
- 10月、選果投票を経た新メンバーを発表。アルプスおとめメンバーは、桜庭、佐藤、高木、外崎。同時に、リーフメンバーは、石岡、西田、長谷川、宮川[24]。
- 10月、小林が、病気治療のためパフォーマーを一時離脱。リーダー兼アルプスおとめ＆リーフマネージャーとして活動を行う。同時に本間が、アルプスおとめより練習生に移り、リーダーとなる[24]。

2024年
- 2月10日、現体制において初となるワンマンライブ「アルプスおとめ ONE-MAN LIVE ALPS HISTORY ～温故知新～」を開催[25]。
- 4月、選果投票を経た新メンバーを発表。アルプスおとめメンバーは、桜庭、佐藤、高木、外崎。同時に、リーフメンバーは、石岡、木村、古川、小林、千葉、西田、長谷川、本間、宮川、山口[13]。
- 11月、選果投票を経た新メンバーを発表。アルプスおとめメンバーは、桜庭、佐藤、高木、外崎。同時に、リーフメンバーは、石岡、亀田、木村、工藤、古川、小林、千葉、西田、長谷川、本間、宮川、山口。なお、小林は受験生のためお休みとなる[26]。

2025年
- 4月、選果投票を経た新メンバーを発表。アルプスおとめメンバーは、工藤、桜庭、佐藤、高木、外崎、長谷川。リーフメンバーは、石岡、葛西、亀田、木村、古川、千葉、長谷、本間、宮川、山口。うちクローバーが、亀田、木村、本間。なお、石岡は受験生のためマネージャーとなり、小林、西田は高校合格を機にグループを卒業することが発表された。
- 6月18日、5thシングル「ニンニク食べてもチューできる!? / ホタテのマーチ」をリリース[27]。

## メンバー
アルプスおとめ
| 名前                       | 生年月日（現年齢）     | 血液型 | 身長  | アルプスおとめ活動時期               | リーフ活動時期         | メンバーカラー | 備考       |
| -------------------------- | ---------------------- | ------ | ----- | ------------------------------------ | ---------------------- | -------------- | ---------- |
| 高木（たかぎ）             | 2008年9月5日（16歳）   | B型    | 156cm | 2022年9月 -                          | -                      | 赤             | リーダー。 |
| 櫻庭（さくらば）           | 2009年5月15日（16歳）  | O型    | 162cm | 2022年9月 - 2023年3月、 2023年10月 - | 2023年4月 - 2023年9月  | 黄             |            |
| 外崎（とのさき） （2代目） | 2012年4月25日（13歳）  | O型    | 157cm | 2022年9月 - 2023年3月、 2023年10月 - | 2023年4月 - 2023年9月  | 紫             |            |
| 工藤（くどう） （3代目）   | 2012年5月9日（13歳）   | A型    | 165cm | 2025年4月 -                          | 2024年11月 -2025年3月  | 緑             |            |
| 佐藤（さとう） （2代目）   | 2012年6月1日（13歳）   | O型    | 156cm | 2023年4月 -                          | -                      | ピンク         |            |
| 長谷川（はせがわ）         | 2012年11月30日（12歳） | O型    | 158cm | 2023年4月 - 2023年9月、 2025年4月 -  | 2023年10月 - 2025年3月 | 水色           |            |

リーフ
| 名前                     | 生年月日（現年齢）     | 血液型 | 身長    | アルプスおとめ活動時期 | リーフ活動時期 | 備考                   |
| ------------------------ | ---------------------- | ------ | ------- | ---------------------- | -------------- | ---------------------- |
| 石岡（いしおか）         | 2010年7月27日（15歳）  | O型    | 157cm   | 2022年9月 - 2023年9月  | 2023年10月 -   | マネージャー。         |
| 本間（ほんま）           | 2011年3月11日（14歳）  | O型    | 153cm   | 2022年9月 - 2023年9月  | 2024年4月 -    | クローバー。リーダー。 |
| 葛西（かさい） （2代目） | 2011年10月10日（13歳） | A型    | 164.8cm | -                      | 2025年4月 -    |                        |
| 宮川（みやかわ）         | 2012年5月16日（13歳）  | A型    | 165.3cm | -                      | 2023年4月 -    |                        |
| 亀田（かめだ）           | 2012年10月6日（12歳）  | O型    | 148cm   | -                      | 2024年11月 -   | クローバー。           |
| 木村（きむら）           | 2013年1月27日（12歳）  | A型    | 135cm   | -                      | 2024年4月 -    | クローバー。           |
| 千葉（ちば）             | 2014年4月26日（11歳）  | ?      | 139cm   | -                      | 2024年4月 -    |                        |
| 古川（こがわ）           | 2014年10月15日（10歳） | A型    | 128.5cm | -                      | 2024年4月 -    |                        |
| 山口（やまぐち）         | 2014年12月10日（10歳） | A型    | 134.5cm | -                      | 2024年4月 -    |                        |
| 長谷（はせ）             | 2014年12月17日（10歳） | O型    | 139cm   | -                      | 2025年4月 -    |                        |

2025年4月より現メンバーで活動。

## 旧メンバー
- 下山
- 工藤 (1995年7月4日 - ）- りんご娘：金星（2代目）として活動。
- 斉藤（1998年4月8日 - ）[28]- りんご娘：王林（2代目）として活動後、同名にてソロ芸能活動。
- 小林（1998年11月8日 - ）
- 小山内（1998年7月21日 - ）- りんご娘：ときとして活動後、「和海」名義にて芸能活動。
- 成田
- 三上 - りんご娘：むつとして活動。
- 一戸（1998年8月10日 - ）[29]
- 鈴木（1998年2月8日 - ）
- 佐藤（1998年10月30日 - ）- 卒業後、「黒田和瑚」名義で2018年から2年間、第19代ミスりんごあおもりとして活動。現起業家。[30][31][32]
- 三上（2代目）
- 岩崎（2000年1月7日 - ） - リーフとして活動後、2016年3月卒業。
- 工藤（2代目）（2001年8月23日 - ）[33]
- 福士（2001年3月23日 - ）- りんご娘：ジョナゴールド（2代目）として活動後、同名にてソロ音楽活動。
- 葛西（2001年11月30日 - ）- りんご娘：彩香として活動後、「赤坂麻凪」名義にて芸能活動。
- 竹谷（2000年12月18日 - ）- リーフとして活動後、2016年3月卒業。
- 佐々木（2000年2月2日 - ）[34] - 2014年10月から1年間リーフとして活動。2016年3月卒業。
- 今（1998年6月16日 - ） - 2014年10月から1年間リーフとして活動。2016年12月卒業。
- 西澤（2001年11月13日 - ） - 2015年10月からライスボール「ひぃ」としてリーダーを兼任。2018年5月卒業。同時期からライスボールの「太陽（ひかり）」として活動。
- 小野（2004年10月22日 - ） - リーフとして活動後、ライスボール｢みぃ｣として活動。2018年4月よりアルプスおとめ加入。同年9月卒業。
- 外崎（2000年6月20日 - ） - リーフでは｢はるる｣として活動。2018年12月卒業。卒業後、「山谷春翔」名義でエフエムごしょがわらにてパーソナリティ。
- 藤田（2005年9月19日 - ） - 2015年4月より半年間リーフとして活動。リーフでは「じん」として活動。2019年5月卒業。
- 清野（2001年9月26日 - ） - リーフでは「まりん」として活動。2019年9月卒業。
- 対馬（2007年11月16日 - ）- リーフでは「ふくしま」として活動。2020年6月卒業。
- 吉田（2003年11月1日 - ）- リーフでは｢なりた｣として活動。2022年3月卒業。現・りんご娘：ピンクレディ
- 須藤（2006年4月7日 - ）- 2022年3月卒業。現・りんご娘：スターキングデリシャス
- 相馬（2005年5月28日 - ）- リーフでは｢きむら｣として活動。2022年3月卒業。現・りんご娘：はつ恋ぐりん
- 安田（2006年9月30日 - ）- リーフでは｢なりた｣として活動。2022年3月卒業。現・りんご娘：金星（3代目）
- 小林（2代目）（2009年10月25日 - ）2025年3月卒業。
- 西田（2009年12月24日 - ）2025年3月卒業。

## 作品

### シングル
- 「ニジイロリンゴ」（2012年11月21日、RINGO MUSIC、RMCD-1008）

1. ニジイロリンゴ
2. アルプスおとめのテーマ
3. ニジイロリンゴ(Instrumental)
4. アルプスおとめのテーマ(Instrumental)

- 「ニジイロリンゴ」（2017年8月29日、RINGO MUSIC、RMCD-1011）

1. ニジイロリンゴ
2. ダイエット
3. ニジイロリンゴ(Instrumental)
4. ダイエット(Instrumental)

作曲・作詞：樋川新一。
- 「ニジイロファイター / 目指せ！ファーストレディ」（2021年8月11日、RINGO MUSIC、RMCD-1029）

1. ニジイロファイター
2. 目指せ！ファーストレディ
3. ニジイロファイター（Inst.）
4. 目指せ！ファーストレディ（Inst.）

作曲・作詞：多田慎也。
オリコンウィークリーチャート169位。
- 「アップルストアーはりんご屋です」（2021年12月15日、RINGO MUSIC、RMCD-1030）

1. アップルストアーはりんご屋です
2. ニジイロリンゴ（2020 ver.）
3. アップルストアーはりんご屋です（Inst.）
4. ニジイロリンゴ（2020 ver.）（Inst.）

- 「ニンニク食べてもチューできる!? / ホタテのマーチ」（2025年6月18日、RINGO MUSIC、RMCD-1052）

1. ニンニク食べてもチューできる!?
2. ホタテのマーチ
3. ニンニク食べてもチューできる!?（Inst.）
4. ホタテのマーチ（Inst.）

### 関連作品
- 「パラレループ」（2019年9月14日、株式会社コシダカホールディングス、KICD-12A）

1. パラレループ （アルプスおとめ）
2. スターパレード （お呼びですか？）
3. パラレループ（カラオケ） （アルプスおとめ）
4. スターパレード（カラオケ） （お呼びですか？）

上記は、「すきドル5.5 公式ソング争奪戦」の総合優勝および2位グループによる歌が収録されている。
作曲・作詞：クボナオキ。
- 「夢のシャトルラン」リンゴミュージック名義にて、YouTube配信。リンゴミュージック・テーマソング[35]。

作曲・作詞：多田慎也

### カラオケ配信曲
- すきっと(2019年12月「すきっと」サービス終了)

ニジイロリンゴ,ダイエット,アルプスおとめのテーマ,アルプスおとめのテーマ2017
- ジョイサウンド（JOYSOUND）

パラレループ 曲番号：447694
パラレループ《レコおと(うたいり)》曲番号：804126
- ダム（DAM）

アップルストアーはりんご屋です 曲番号：5372-88

## ライブ
- RINGO MUSUME. POWER LIVE 2007（2007年12月21日、弘前文化ホール）
- RINGO MUSUME. POWER LIVE 2008（2008年12月27日、弘前駅前市民ホール）
- りんご娘．&アルプスおとめ POWER LIVE 2009（2009年12月26日、岩木文化センター「あそべーる」）[36]
- りんご娘&アルプスおとめ POWER LIVE 2010（2010年12月18日、岩木文化センター「あそべーる」）[37]
- りんご娘&アルプスおとめ POWER LIVE 2011（2011年12月24日、弘前文化センター）[38]
- りんご娘&アルプスおとめ POWER LIVE 2012（2012年12月27日、弘前文化センター）[39]
- りんご娘&アルプスおとめ POWER LIVE 2013（2013年12月21日・22日、弘前市民文化交流館ホール）[40]
- りんご娘&アルプスおとめ POWER LIVE 2014（2014年12月27日・28日、弘前市民文化交流館ホール）[41][42][43]
- りんご娘&アルプスおとめ POWER LIVE 2015（2015年9月26日、弘前市民文化交流館ホール）
- りんご娘&アルプスおとめ POWER LIVE 2016（2016年5月8日、弘前市民文化交流館ホール）
- アルプスおとめ10周年記念ライブ（2016年12月10日、スペースデネガ）
- アルプスおとめ&ライスボール POWER LIVE 2018(アルプスおとめライブ)（2018年12月23日、青森クォーター）
- RINGOMUSUME SHIPMENT LIVETOUR2019 ～101回目の桜～（2019年4月28日、青森クォーター）
- アルプスおとめ&ライスボール ツーマンライブ（2019年9月22日、青森クォーター）
- RINGOMUSIC POWER LIVE 2019（2019年12月21日、青森クォーター）[44]
- RINGOMUSIC SOCIAL DISTANCE LIVE「Re:START」1st (2020年9月20日、虹の湖公園 ふれあい広場ステージ)[45]
- RINGOMUSIC POWER LIVE 2020（2020年12月27日、リンクモア平安閣市民ホール オンライン配信、YouTube）[46][47]
- アルプスおとめ結成15周年「原田種苗 Presents ALPS-OTOME 15th Anniversary Live 〜ニジヲカケル〜」(2021年8月15日、オンライン配信、ZAIKO)[48]
- アルプスおとめ＆アイくるガールズ 2MAN LIVE「アイくるおとめ」（2021年11月6日、オンライン配信、YouTube）[49][50]
- RINGOMUSIC POWER LIVE 2022（2022年1月10日 2022年3月6日、弘前市民会館・オンライン配信、ZAIKO ）[51][52]
- RINGO MUSIC POWER LIVE 2022 “UPDATES!“（2022年12月28日、弘前市民会館）[53]
- RINGO MUSIC POWER LIVE 2023 ～Gradation～（2023年9月9日～9月10日、弘前文化センター 大ホール）[54]
- アルプスおとめ ONE-MAN LIVE ALPS HISTORY ～温故知新～（2024年2月10日、弘前市民文化交流館ホール）[25]
- アルプスおとめ ONE-MAN LIVE  ヒロロdeデート（2025年2月11日 2025年3月16日、弘前市民文化交流館ホール）[55]
- アルプスおとめ主催対バン「MANABI  LIVE」（2025年3月22日、KEEP THE BEAT(弘前市)）[56]

## 出演

### 映画
- 君は笑う（2018年、青森県制作）[57] - 主演・福士舞役：外崎、清野芽生：清野

- いとみち（2021年、アークエンターテインメント制作）[58]- いとのクラスメイト役：吉田・須藤・相馬・安田、幸子の娘役：桜庭
  - リンゴミュージックのタレントが多数出演している。

### テレビ
- さんまのSUPERからくりTV（2011年 - 2012年、TBS）
  - 2011年6月26日「第8回芸能人かえうた王決定戦〜新人戦〜」
  - 2011年7月24日「芸能人かえうた新人王〜りんご娘を訪ねて〜」
  - 2011年7月31日「りんご娘の全国ご当地アイドル 日本一への道」
  - 2011年8月14日「りんご娘の全国ご当地アイドル日本一への道」
  - 2011年10月23日「りんご娘の全国ご当地アイドル日本一への道」- アルプスおとめの勉強会
  - 2011年11月13日「りんご娘の全国ご当地アイドル日本一への道」- りんご娘のサポートメンバーを選出
  - 2012年2月5日「りんご娘の全国ご当地アイドル日本一への道」- 「U.M.U AWARD2011」出演までの模様
- めざましテレビ（2013年6月19日、フジテレビ）-「ココ調」
- 24時間テレビ 「愛は地球を救う」（2014年08月31日、日本テレビ系列）

### ラジオ
- アルプスおとめのアルプスクール☆（2017年4月22日 - 2022年3月26日 単独番組、2024年7月27日 - 「リンゴミュージックⅢ」のコーナーとして、エフエムアップルウェーブ）[59]
- 文化の日特別プログラム ラジオドラマ～鯖を訪ねて三千里～（2024年11月3日、エフエム青森）- リーフ石岡[60]

### 舞台
- 『りんご飴（あめ）売りの少女』（2014年）
- 『りんご飴売りの少女〜pomme d’amour〜』（2014年）主演・フラ子役：工藤・佐々木（ダブルキャスト）
  - ドギー役：葛西
- 『サクラと飴の大騒動』（2015年）主演・サクラ役：福士・葛西（ダブルキャスト）
  - りんご飴役：外崎
  - たこ焼き役：西澤
  - 白ひげ大神役：竹谷
  - 理事役：清野

### キャンペーン
- 一日サイバーポリス（2014年10月18日、青森県警察・ACCS）[61][62]

### CM
- 車検の速太郎 弘前店（2015年2月11日 - 2015年4月、ABA）- 福士[63]
- GU CHANGE ご当地アイドル×中綿アウター（2018年）- 清野、りんご娘とき・王林と出演[64]

### ライブ映像
- 「RINGO MUSIC POWER LIVE 2023 〜Gradation〜」DVD＆Blu-ray（2024年1月13日、リンゴミュージック）[65]- アルプスおとめ・リーフ

### 雑誌掲載
- BOMB（2015年3月号、学研パブリッシング）
- カミオン（2019年11月号、芸文社）
- BOMB（2019年12月号、学研プラス）

### Webコンテンツ
- 弘前PR動画『魔法が使えるかもしれない街　弘前～HIROSAKI～』（2015年）- 葛西・外崎
- ライスボール『ボクは土手町の時計台』 MV（2023年） - 外崎（2代目）

## その他
- ファンは「アルピニスト」と呼ばれており[66]、公式グッズとして販売されているTシャツやマフラータオルを身につけたり、推しメンバーの担当カラーに沿った服装でライブに参加する。